# Mrs. World
Mrs. World è un concorso di bellezza internazionale, organizzato annualmente e rivolto alle donne sposate. era originariamente basato sulla stessa idea del concorso di bellezza Mrs. America. Organizzato sulla falsariga di altri concorsi di bellezza, esso pone anche l'accento sulla opinione delle donne sul matrimonio. Viene organizzato annualmente dal 1985.

## Albo d'oro
- Il concorso non si è tenuto fra il 1990 ed il 1995, tra il 1997 ed il 1999, nel 2004 e  nel 2012.

| Anno          | Nazione       | Mrs World                  | Luogo                            |
| ------------- | ------------- | -------------------------- | -------------------------------- |
| 1985          | Sri Lanka     | Rosy Senanayake            | Queensland, Australia            |
| 1986          | Colombia      | Astrid De Navia            | Honolulu, Hawaii                 |
| 1987          | Nuova Zelanda | Barbara Riley              | San José, Costa Rica             |
| 1988          | Stati Uniti   | Pamela Nail                | Honolulu, Hawaii                 |
| 1989          | Perù          | Lucila Boggiano            | Las Vegas, Stati Uniti d'America |
| 1996          | Costa Rica    | Marisol Soto de Volio      | Honolulu, Hawaii                 |
| 2000          | Stati Uniti   | Starla Stanley             | Honolulu, Hawaii                 |
| 2001          | India         | Aditi Gowitrikar           | Las Vegas, Stati Uniti d'America |
| 2002          | Stati Uniti   | Nicole Brink               | Las Vegas, Stati Uniti d'America |
| 2003          | Thailandia    | Suzanna Pavadee Vicheinrut | Las Vegas, Stati Uniti d'America |
| 2005          | Israele       | Sima Bakhar                | Amby Valley, India               |
| 2006          | Russia        | Sofia Arzhakovskaya        | San Pietroburgo, Russia          |
| 2007          | Stati Uniti   | Diane Tucker               | Soči, Russia                     |
| 2008          | Ucraina       | Natalya Shmarenkova        | Kaliningrad, Russia              |
| 2009          | Russia        | Victorya Radochinskaya     | Vũng Tàu, Vietnam                |
| 2010          | Pakistan      | Mariam Mohammad            | Santiago del Cile, Cile          |
| 2011          | Stati Uniti   | April Lufriu               | Tokyo, Giappone                  |
| 2013          | Stati Uniti   | Kaley Sparling             | Canton, Cina                     |
| 2014          | Bielorussia   | Marina Alekseichik         | Maryland, Stati Uniti d'America  |
| 2015          | Ucraina       | Elena Tribrat              | Thanh Hóa, Vietnam               |
| marzo 2016    | Sudafrica     | Candice Abrahams           | Dongguan, Cina                   |
| novembre 2016 | Perù          | Giuliana Zevallos          | Seul, Corea del Sud              |